# Kevin Varga
Kevin Varga (ur. 30 marca 1996 w Karcagu) – węgierski piłkarz grający na pozycji pomocnika, piłkarz klubu Nyíregyháza oraz reprezentant kraju. 

## Życiorys
Jego ojciec był piłkarzem, który grał w NB II. W 2001 roku rozpoczął grę w piłkę nożną w ramach programu Bozsik, po czym został juniorem Karcagi SE. Następnie grał w juniorskich zespołach MTK Budapeszt, a w styczniu 2011 roku został piłkarzem Debreceni VSC. W latach 2013–2015 występował w rezerwach klubu, a następnie został wypożyczony do Balmaz Kamilla Gyógyfürdő, gdzie występował przez półtora roku. Od lutego do czerwca 2017 roku grał na wypożyczeniu w Cigánd SE, po czym wrócił do Debreceni VSC. W barwach tego klubu zadebiutował w NB I 18 sierpnia 2017 roku w wygranym 4:1 meczu z Vasasem, w którym ponadto Varga zdobył gola. W sezonie 2018/2019 zajął wraz z klubem trzecie miejsce w lidze. Po spadku DVSC do NB II we wrześniu 2020 roku przeszedł do tureckiego Kasımpaşa SK. Kwota transferu wyniosła 850 tysięcy euro.
Występował w reprezentacji U-21. 9 czerwca 2018 roku zadebiutował w reprezentacji A w przegranym 1:2 towarzyskim meczu z Australią. 18 listopada 2020 roku zdobył pierwszego gola w reprezentacji, co miało miejsce w wygranym 2:0 spotkaniu z Turcją w ramach Ligi Narodów UEFA.

## Statystyki ligowe
| Sezon         | Klub                      | Liga   | Mecze | Gole |
| ------------- | ------------------------- | ------ | ----- | ---- |
| 2013/2014     | Debreceni VSC II          | NB III | 1     | 0    |
| 2014/2015     | Debreceni VSC II          | NB III | 18    | 3    |
| 2015/2016     | Balmaz Kamilla Gyógyfürdő | NB II  | 12    | 3    |
| 2016/2017 (j) | Balmaz Kamilla Gyógyfürdő | NB II  | 6     | 0    |
| 2016/2017 (w) | Cigánd SE                 | NB II  | 10    | 0    |
| 2017/2018     | Debreceni VSC             | NB I   | 27    | 3    |
| 2018/2019     | Debreceni VSC             | NB I   | 32    | 3    |
| 2019/2020     | Debreceni VSC             | NB I   | 29    | 4    |
| 2020/2021 (j) | Debreceni VSC             | NB II  | 5     | 0    |